# Vărșag
Vărșag é uma comuna romena localizada no distrito de Harghita, na região histórica da Transilvânia. A comuna possui uma área de 80.00 km² e sua população era de 1539 habitantes segundo o censo de 2007.